# Soldateska
Soldateska je pojam koji potječe iz talijanskog (soldatesca) i označava prevedeno "nedisciplinirana vojna skupina", "sirovine ili surovi ratnici". 
Pojam ima negativnu konotaciju i opisuje postrojbe koje su izvanredno nasilne, čine pljačkanja i mučenja zarobljenika.
Općenito opisuje ponašanje vojnika koje nije u skladu sa Ženevskom konvencijom.